# Dury (Pas-de-Calais)
Dury ist eine französische Gemeinde mit 306 Einwohnern (Stand: 1. Januar 2022) im Département Pas-de-Calais in der Region Hauts-de-France. Sie gehört zum Arrondissement Arras und zum Kanton Brebières.

## Geografie
Die Gemeinde Dury liegt an der Grenze zum Département Nord, etwa 16 Kilometer südöstlich des Stadtzentrums von Arras und 20 Kilometer nordwestlich von Cambrai. Die Autoroute A26 führt an der Gemeinde entlang. Nachbargemeinden von Dury sind Étaing im Nordwesten und Norden, Lécluse im Norden und Nordosten, Écourt-Saint-Quentin im Nordosten, Rumaucourt im Osten, Villers-lès-Cagnicourt im Süden, Vis-en-Artois im Süswesten sowie Éterpigny im Westen.

## Geschichte
Am 26. August 1918 unternahmen britische und kanadische Verbände bei Dury einen Angriff gegen die Siegfriedstellung. Es gelang den Alliierten, die Linie der Deutschen am 2. September zu durchbrechen.

## Bevölkerungsentwicklung
| Jahr                       | 1962 | 1968 | 1975 | 1982 | 1990 | 1999 | 2006 | 2015 | 2022 |
| -------------------------- | ---- | ---- | ---- | ---- | ---- | ---- | ---- | ---- | ---- |
| Einwohner                  | 305  | 308  | 275  | 251  | 306  | 295  | 339  | 341  | 306  |
| Quellen: Cassini und INSEE |      |      |      |      |      |      |      |      |      |

## Sehenswürdigkeiten
- Kirche Saint-Martin aus dem 12. Jahrhundert
- Wasserturm
- zwei Soldatenfriedhöfe der Commonwealth War Graves Commission

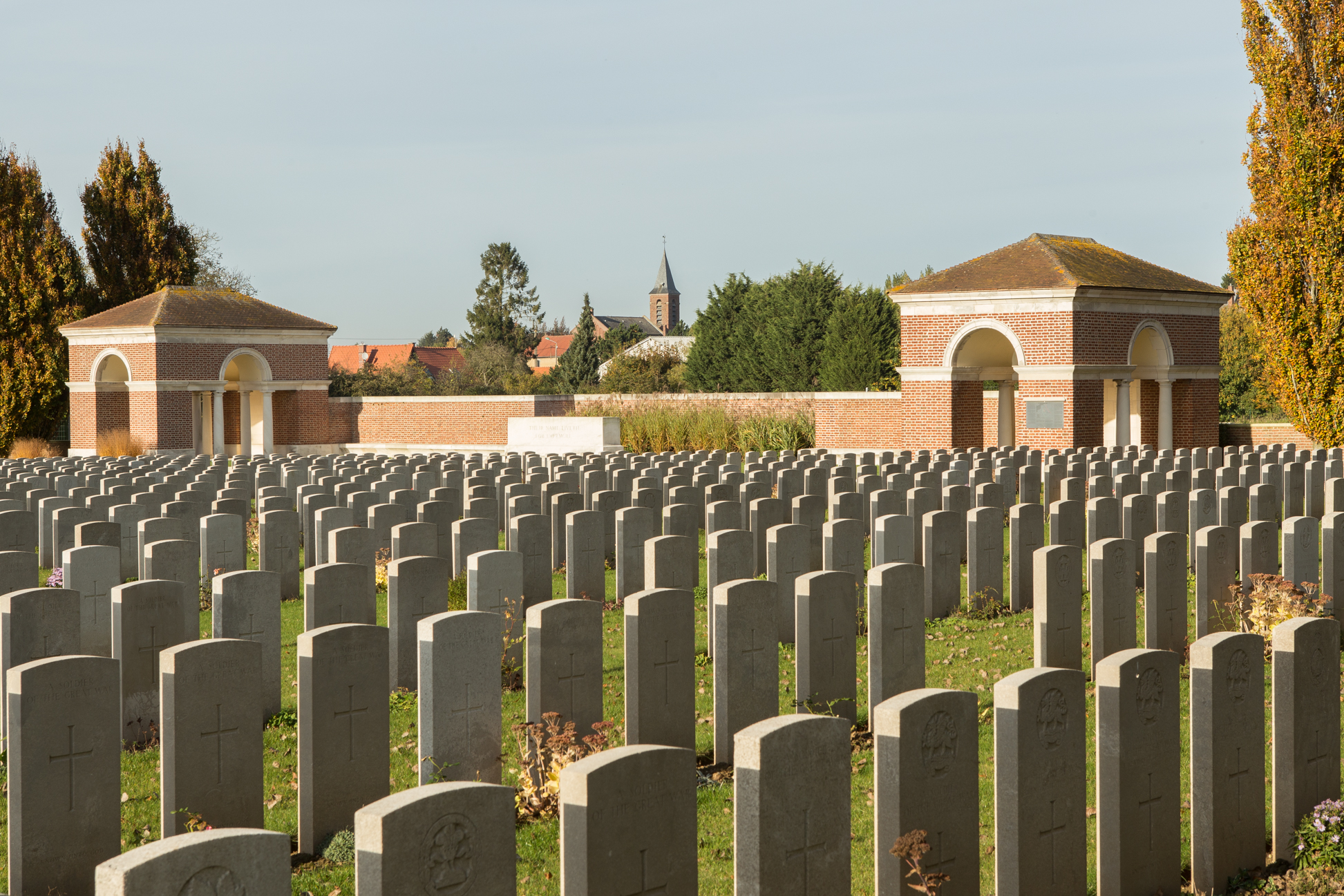
Dury Crucifix-Soldatenfriedhof
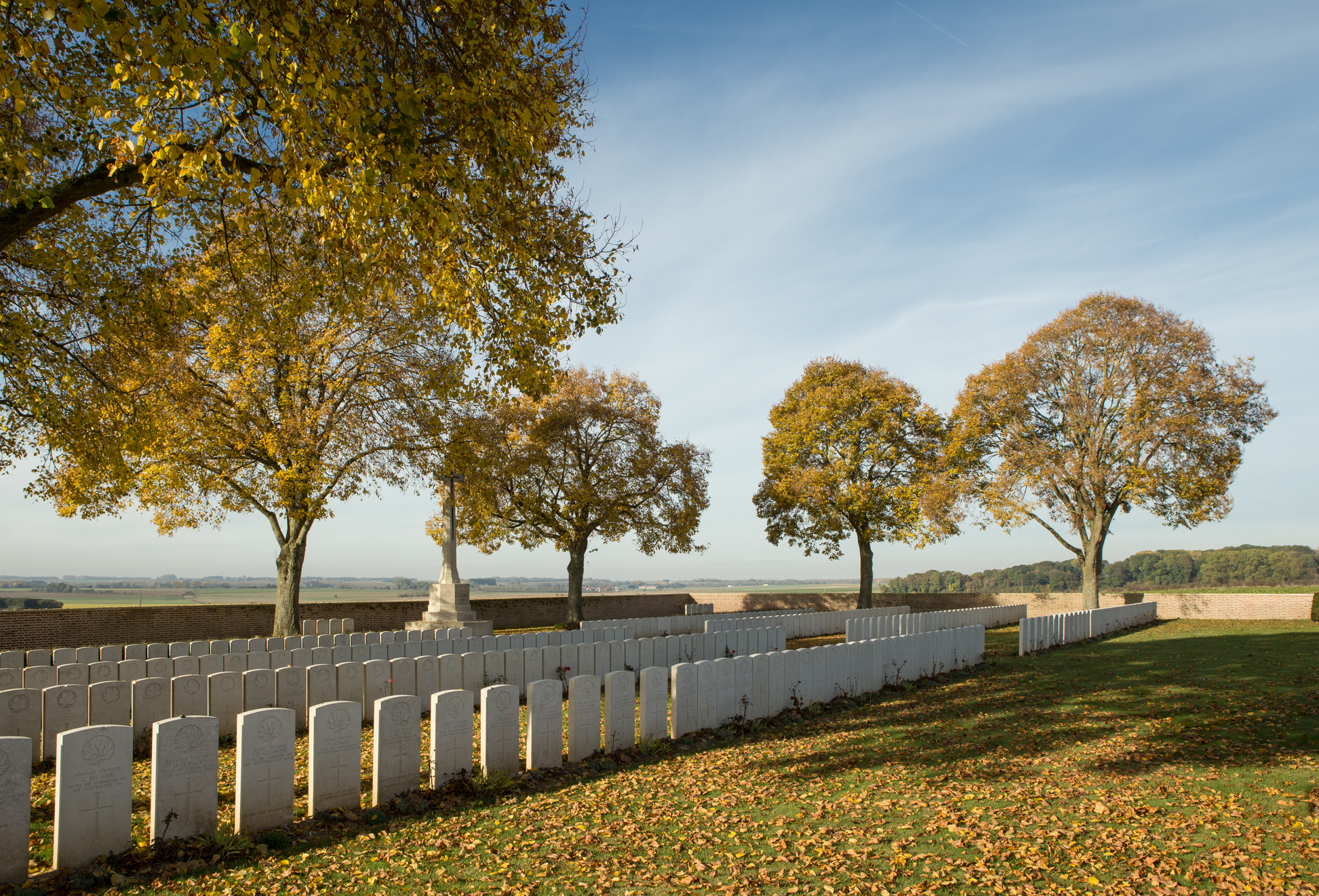
Dury Mill-Soldatenfriedhof
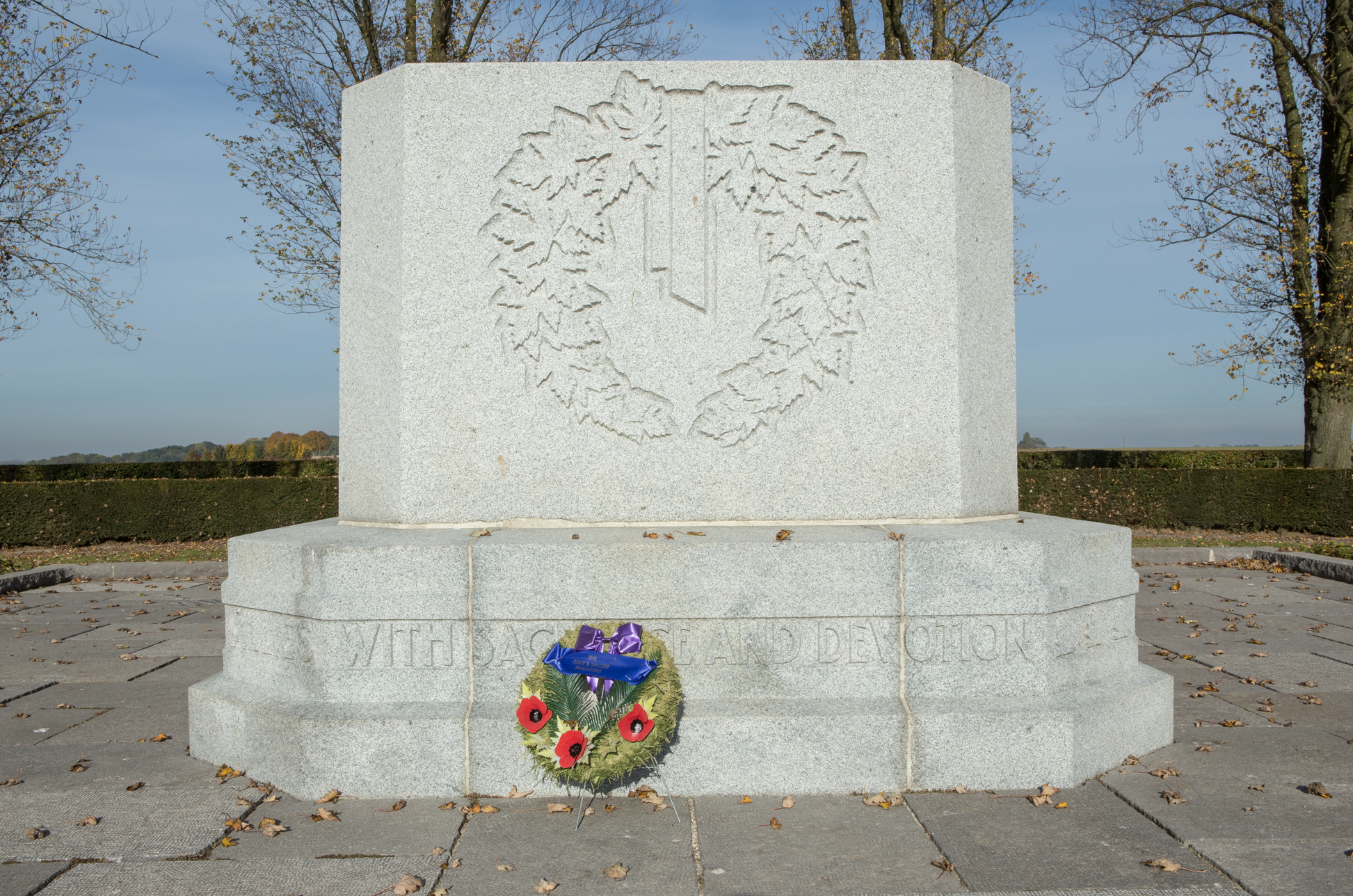
Kanadisches Gefallenendenkmal
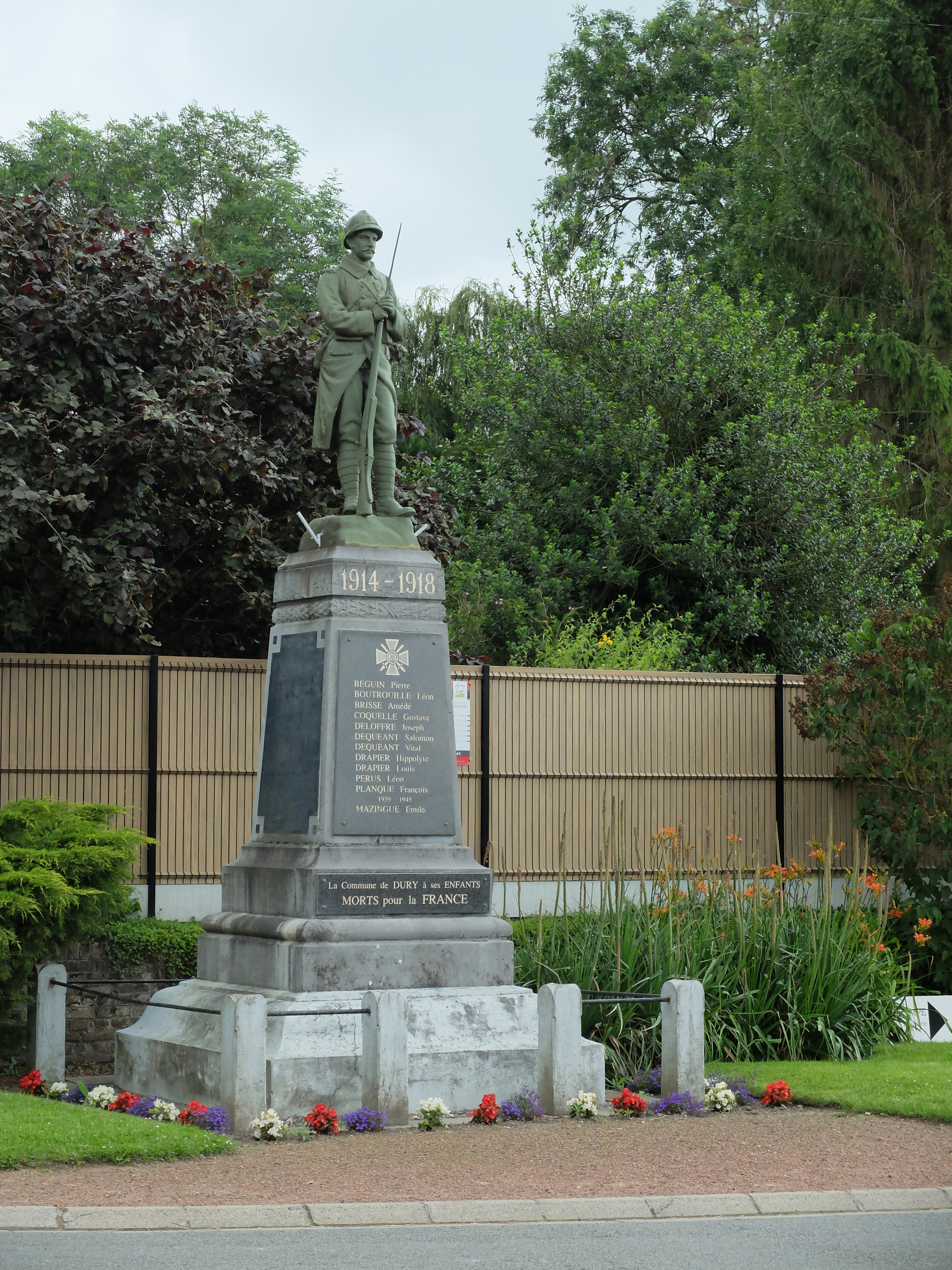
Französisches Gefallenendenkmal